# Tour de France 2017 – 3. etapa
Třetí etapa Tour de France 2017 se jela v pondělí 3. července. Byla to 212,5 km dlouhá rovinatá etapa se dvěma horskými prémiemi 3. kategorie a třemi 3. kategorie. Začala v belgickém Verviers. Po 68 km se trasa dostala do Lucemburska a na závěrečných 30 km zavítala do Francie. Cíl byl ve městě Longwy na vrcholu Côte des Religieuses.
V cíli Slovák Peter Sagan přespurtoval Australana Michaela Matthewse.

## Prémie
18. km  – Côte de Sart (4)
- 1. Nathan Brown – 1

89. km  – Wincrange
- 1. Nils Politt – 20
- 2. Frederik Backaert – 17
- 3. Romain Sicard – 15
- 4. Adam Hansen – 13
- 5. Romain Hardy – 11
- 6. Nathan Brown – 10
- 7. Mark Cavendish – 9
- 8. Sonny Colbrelli – 8
- 9. Ben Swift – 7
- 10. Peter Sagan – 6
- 11. André Greipel – 5
- 12. Arnaud Démare – 4
- 13. Marcel Kittel – 3
- 14. Michael Matthews – 2
- 15. Rüdiger Selig – 1

105,5. km  – Côte de Wiltz (4)
- 1. Nils Politt – 1

120,5. km  – Côte d'Eschdorf (3)
- 1. Nathan Brown – 2
- 2. Nils Politt – 1

197. km  – Côte de Villers-la-Montagne (4)
- 1. Lilian Calmejane – 1

212,5. km  – Côte des Religieuses (3)
- 1. Peter Sagan – 2
- 2. Michael Matthews – 1

## Pořadí

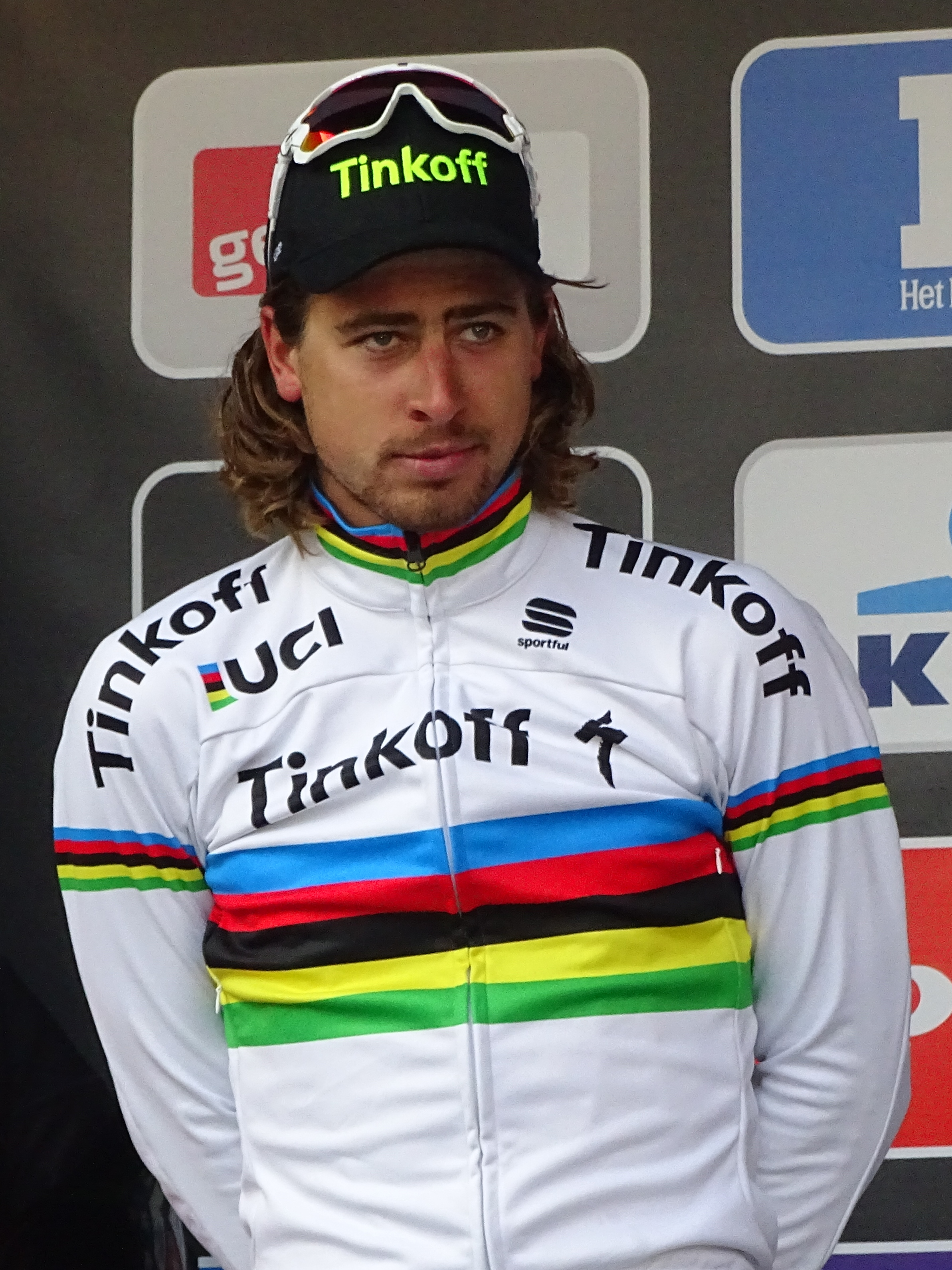
Peter Sagan, vítěz etapy

| #   | Jméno             | Nár.               | Stáj              | Čas         |
| --- | ----------------- | ------------------ | ----------------- | ----------- |
| 1.  | Peter Sagan       | Slovensko          | Bora              | 05h 07' 19" |
| 2.  | Michael Matthews  | Austrálie          | Sunweb            | + 0' 00"    |
| 3.  | Daniel Martin     | Irsko              | Quick-Step Floors | + 0' 00"    |
| 4.  | Greg van Avermaet | Belgie             | BMC               | + 0' 00"    |
| 5.  | Alberto Bettiol   | Itálie             | Cannondale        | + 0' 02"    |
| 6.  | Arnaud Démare     | Francie            | FDJ               | + 0' 02"    |
| 7.  | Jakob Fuglsang    | Dánsko             | Astana            | + 0' 02"    |
| 8.  | Geraint Thomas    | Spojené království | Sky               | + 0' 02"    |
| 9.  | Chris Froome      | Spojené království | Sky               | + 0' 02"    |
| 10. | Rafał Majka       | Polsko             | Bora              | + 0' 02"    |
|     |                   |                    |                   |             |
| 25. | Roman Kreuziger   | Česko              | Orica-Scott       | + 0' 02"    |
| 52. | Zdeněk Štybar     | Česko              | Ouick-Step Floors | + 0' 28"    |
| 87. | Ondřej Cink       | Česko              | Bahrain Merida    | + 1' 49"    |

## Trikoty

### Celkové pořadí

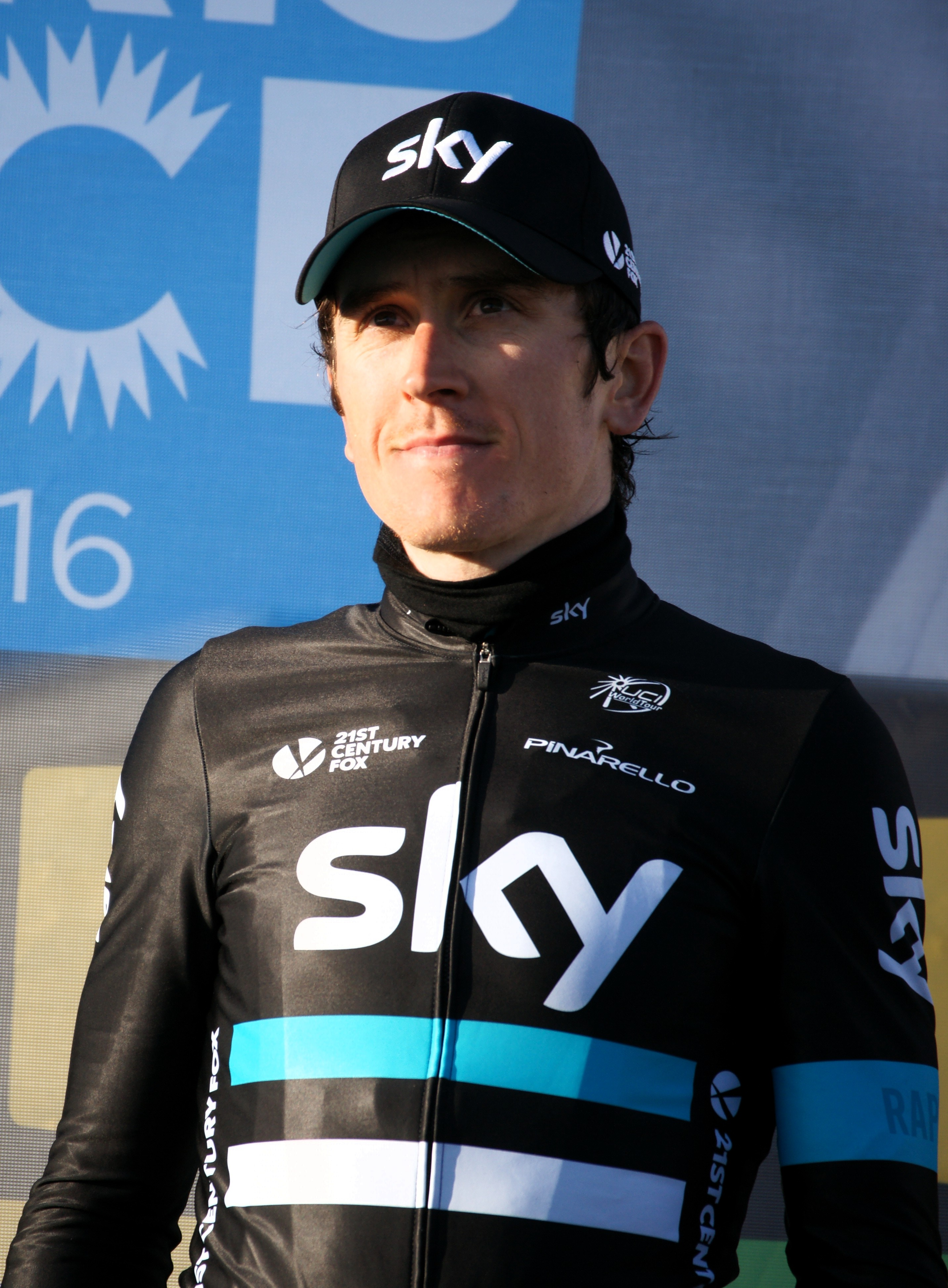
Geraint Thomas, lídr závodu

| #   | Jméno                | Nár.               | Stáj              | Čas         |
| --- | -------------------- | ------------------ | ----------------- | ----------- |
| 1.  | Geraint Thomas       | Spojené království | Sky               | 10h 00' 31" |
| 2.  | Chris Froome         | Spojené království | Sky               | + 0' 12"    |
| 3.  | Michael Matthews     | Austrálie          | Sunweb            | + 0' 12"    |
| 4.  | Peter Sagan          | Slovensko          | Bora              | + 0' 13"    |
| 5.  | Edvald Boasson Hagen | Norsko             | Dimension Data    | + 0' 16"    |
| 6.  | Pierre-Roger Latour  | Francie            | AG2R              | + 0' 25"    |
| 7.  | Philippe Gilbert     | Belgie             | Quick-Step Floors | + 0' 30"    |
| 8.  | Michał Kwiatkowski   | Polsko             | Sky               | + 0' 32"    |
| 9.  | Tim Wellens          | Belgie             | Lotto Soudal      | + 0' 32"    |
| 10. | Nikias Arndt         | Německo            | Sunweb            | + 0' 34"    |
|     |                      |                    |                   |             |
| 30. | Roman Kreuziger      | Česko              | Orica-Scott       | + 0' 56"    |
| 34. | Zdeněk Štybar        | Česko              | Ouick-Step Floors | + 1' 05"    |
| 96. | Ondřej Cink          | Česko              | Bahrain Merida    | + 3' 00"    |

### Bodovací závod

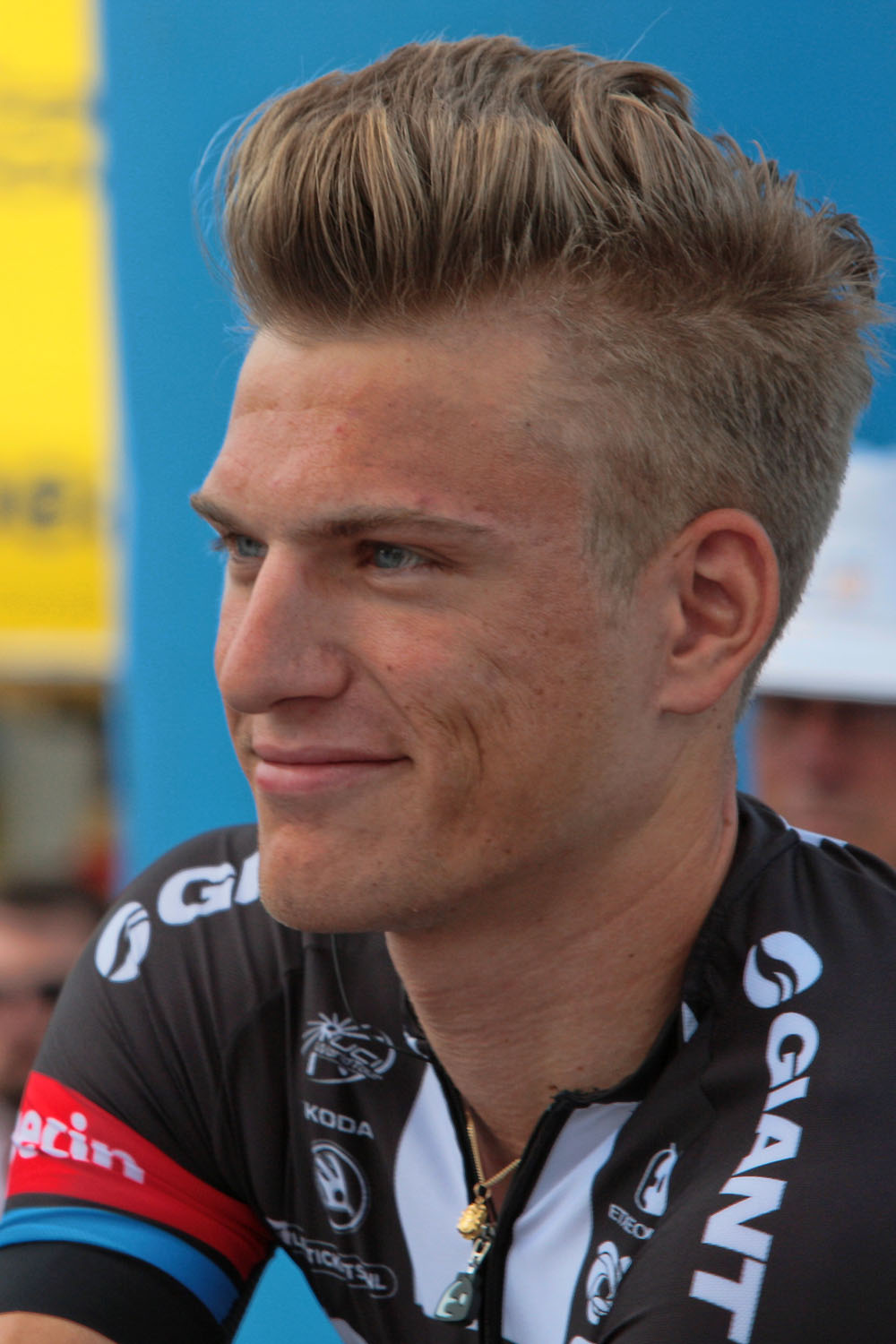
Marcel Kittel, lídr bodovacího závodu

| #   | Jméno            | Nár.               | Stáj              | Body |
| --- | ---------------- | ------------------ | ----------------- | ---- |
| 1.  | Marcel Kittel    | Německo            | Quick-Step Floors | 66   |
| 2.  | Arnaud Démare    | Francie            | FDJ               | 57   |
| 3.  | Peter Sagan      | Slovensko          | Bora              | 50   |
| 4.  | Michael Matthews | Austrálie          | Sunweb            | 44   |
| 5.  | Sonny Colbrelli  | Itálie             | Bahrain Merida    | 32   |
| 6.  | Geraint Thomas   | Spojené království | Sky               | 31   |
| 7.  | Mark Cavendish   | Spojené království | Dimension Data    | 31   |
| 8.  | André Greipel    | Německo            | Lotto Soudal      | 30   |
| 9.  | Daniel Martin    | Irsko              | Quick-Step Floors | 22   |
| 10. | Ben Swift        | Spojené království | UAE               | 22   |
|     |                  |                    |                   |      |
| —   | Zdeněk Štybar    | Česko              | Ouick-Step Floors | 0    |
| —   | Roman Kreuziger  | Česko              | Orica-Scott       | 0    |
| —   | Ondřej Cink      | Česko              | Bahrain Merida    | 0    |

### Vrchařský závod

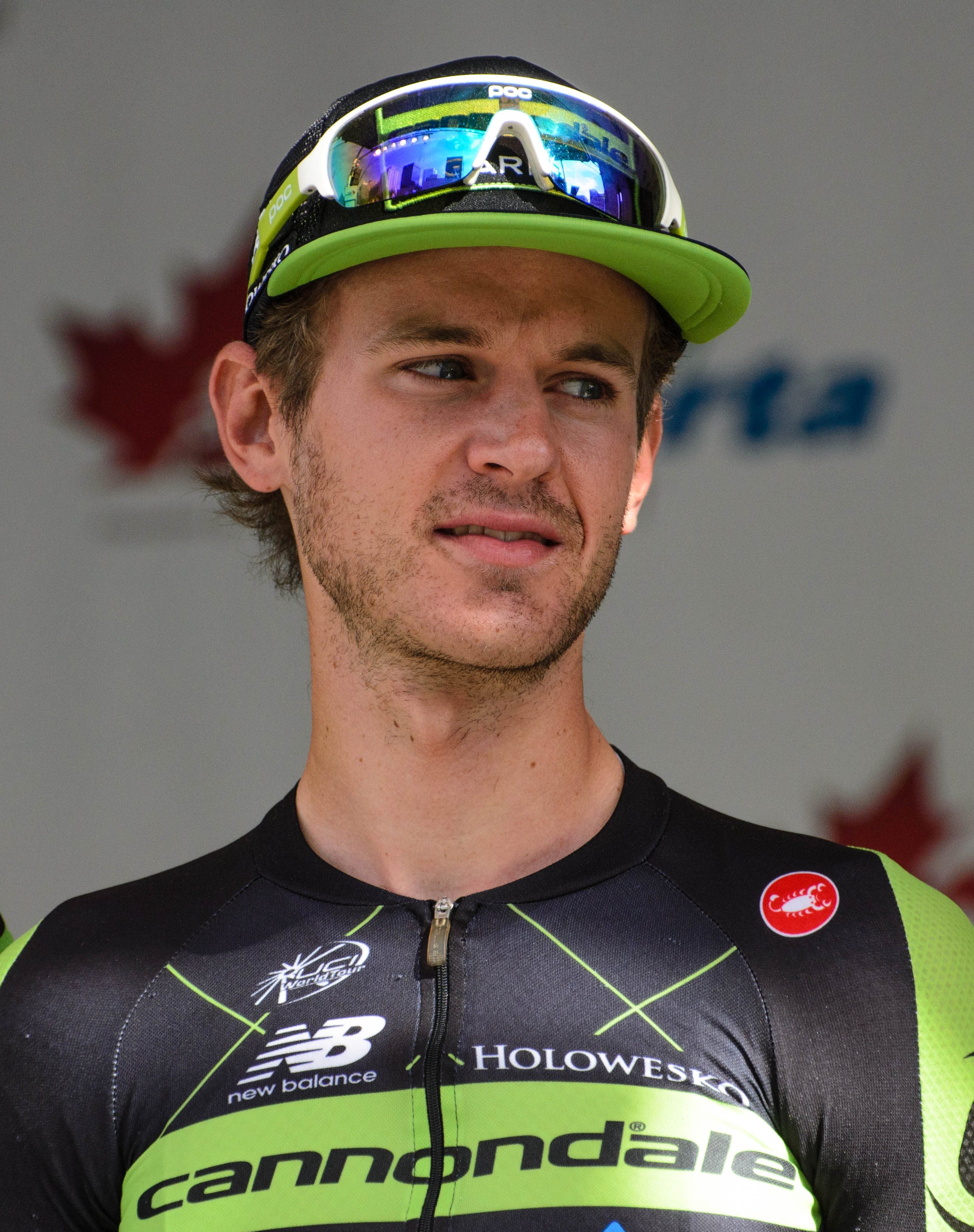
Nathan Brown, nejlepší vrchař

| #  | Jméno            | Nár.      | Stáj              | Body |
| -- | ---------------- | --------- | ----------------- | ---- |
| 1. | Nathan Brown     | USA       | Cannondale        | 3    |
| 2. | Peter Sagan      | Slovensko | Bora              | 2    |
| 3. | Taylor Phinney   | USA       | Cannondale        | 2    |
| 4. | Nils Politt      | Německo   | Kaťuša            | 2    |
| 5. | Lilian Calmejane | Francie   | Direct Energie    | 1    |
| 6. | Michael Matthews | Austrálie | Sunweb            | 1    |
|    |                  |           |                   |      |
| —  | Zdeněk Štybar    | Česko     | Ouick-Step Floors | 0    |
| —  | Roman Kreuziger  | Česko     | Orica-Scott       | 0    |
| —  | Ondřej Cink      | Česko     | Bahrain Merida    | 0    |

### Nejlepší mladý jezdec

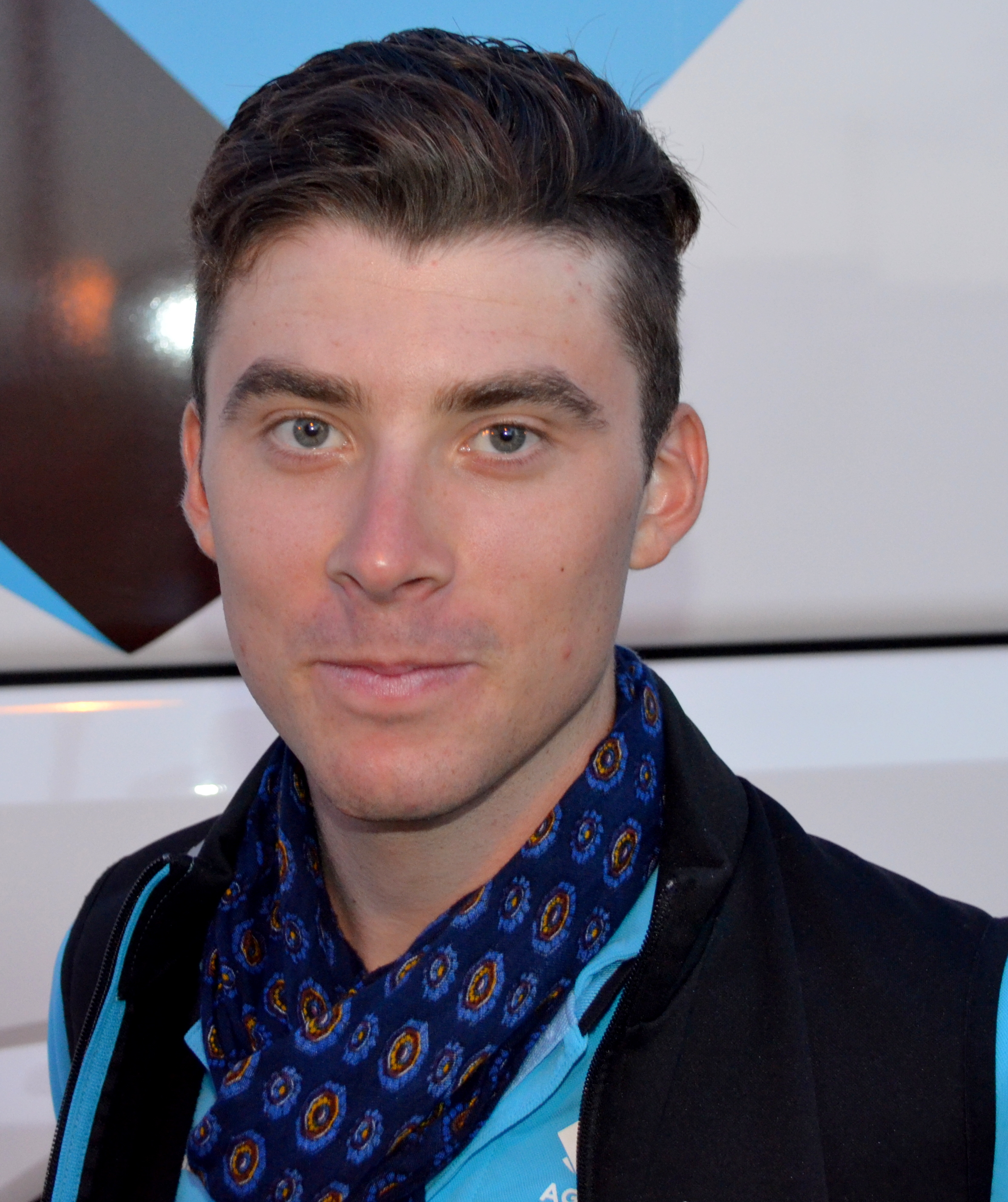
Pierre-Roger Latour, nejlepší mladý jezdec

| #   | Jméno                    | Nár.               | Stáj           | Čas         |
| --- | ------------------------ | ------------------ | -------------- | ----------- |
| 1.  | Pierre-Roger Latour      | Francie            | AG2R           | 10h 00' 56" |
| 2.  | Alexej Lucenko           | Kazachstán         | Astana         | + 0' 12"    |
| 3.  | Stefan Küng              | Švýcarsko          | BMC            | + 0' 13"    |
| 4.  | Emanuel Buchmann         | Německo            | Bora-Hansgrohe | + 0' 15"    |
| 5.  | Simon Yates              | Spojené království | Orica-Scott    | + 0' 20"    |
| 6.  | Alberto Bettiol          | Itálie             | Cannondale     | + 0' 27"    |
| 7.  | Louis Meintjes           | Jižní Afrika       | UAE            | + 0' 47"    |
| 8.  | Tiesj Benoot             | Belgie             | Lotto Soudal   | + 0' 50"    |
| 9.  | Guillaume Martin         | Francie            | Wanty          | + 1' 17"    |
| 10. | Michael Valgren Andersen | Dánsko             | Astana         | + 1' 33"    |

### Nejlepší tým
| #   | Stáj              | Čas         | Česko     |
| --- | ----------------- | ----------- | --------- |
| 1.  | Team Sky          | 30h 01' 52" |           |
| 2.  | Quick-Step Floors | + 1' 01"    | Štybar    |
| 3.  | Movistar Team     | + 1' 16"    |           |
|     |                   |             |           |
| 7.  | Orica-Scott       | + 1' 27"    | Kreuziger |
| 22. | Bahrain Merida    | + 5' 37"    | Cink      |

### Bojovník etapy

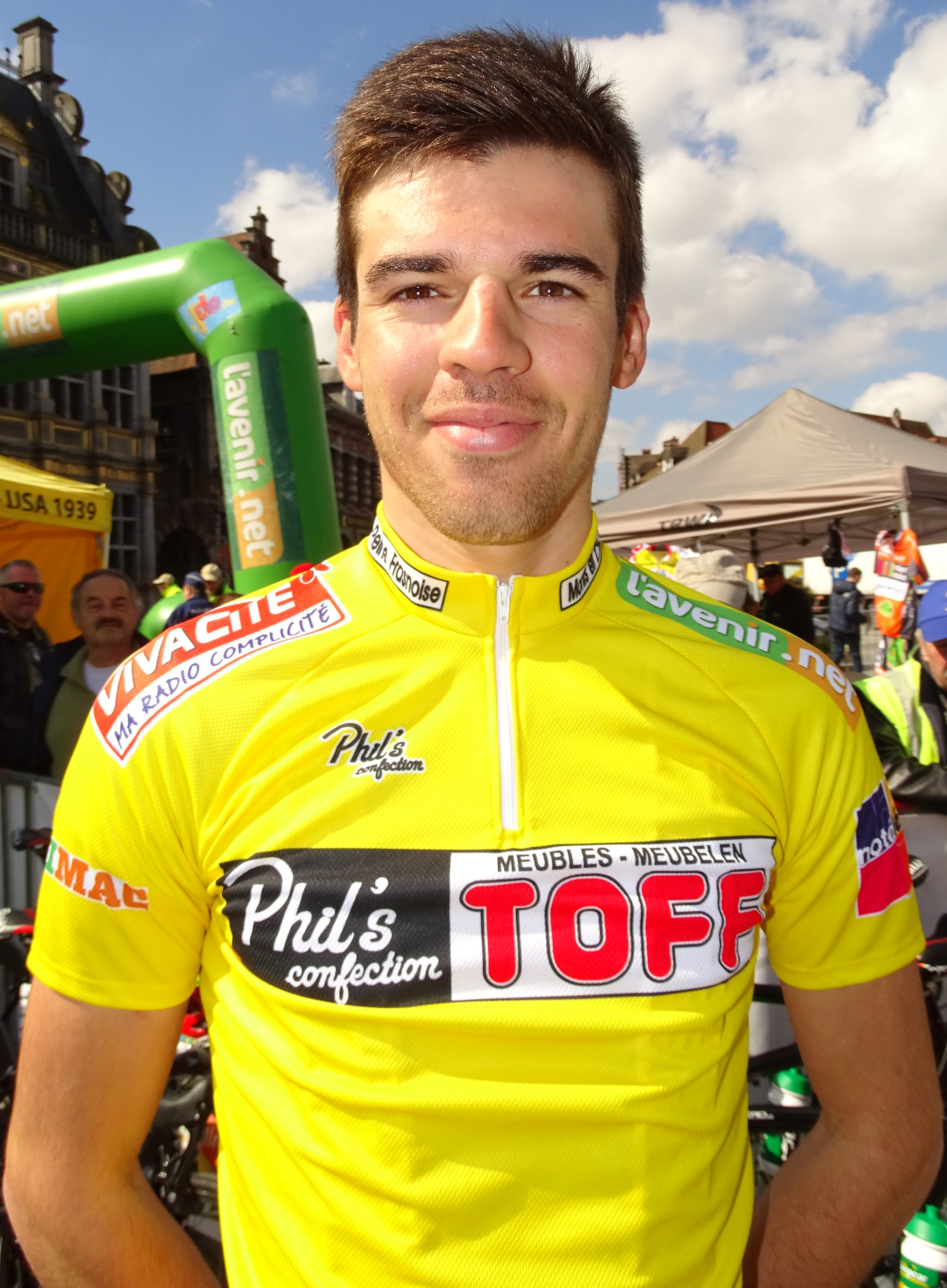
Lilian Calmejane, bojovník etapy

| Jméno            | Nár.    | Stáj           |
| ---------------- | ------- | -------------- |
| Lilian Calmejane | Francie | Direct Energie |